# Stella Cruz
Stella Cruz (Geburtsname Estella Wiss; * 1983 in Zürich) ist eine Schweizer Sängerin-Songwriterin.

## Leben & Wirken
Die Tochter eines Schweizers und einer Philippinin ist in Zürich aufgewachsen und schloss die Jazzschule der Zürcher Hochschule der Künste (ZHDK) mit einem Master in Stimmpädagogik ab. Für ihr zweites Album Simplify wurde sie vom Schweizer Radio SRF 3 (damals noch DRS 3) im August 2011 als Best Talent ausgezeichnet und für dasselbe Werk auch mit dem Swiss Music Award nominiert. Ihr Stil zeichnet sich durch eine Mischung aus Pop, Folk, Soul mit Elementen des Jazz aus.

## Diskografie
- 2009: Fading
- 2011: Simplify
- 2014: Phoenix